# Université de Kalemie
L’université de Kalemie (UNIKAL en sigle) est une université publique de  la république démocratique du Congo située à Kalemie, dans la province du Tanganyika. À sa création, elle était une « Extension de l’université de Lubumbashi » et s’appelait alors « Centre universitaire de Kalemie (C.U.K.) ». En 2022, l'Université de Kalemie compte plus de 3 000 étudiants dans neuf facultés. Son recteur est Victor Kalunga Tshikala, qui succède à Adalbert Sango Mukalay. Sa langue d'enseignement est le français.

## Histoire
L’université est créée le 1er octobre 2004 comme « Centre universitaire de Kalemie » (C.U.K.), une extension de l'université de Lubumbashi. Elle devient autonome en 2010 à la suite de l'arrêté ministériel N° 157/MINESU/CABMIN/EBK/PK/2010 du 27 septembre 2010, portant autonomisation de quelques extensions des établissements de l’enseignement supérieur et universitaire,

## Facultés
L'Université de Kalemie organise des cours dans huit facultés. 
- La faculté d'agronomie
- La faculté de droit
- La faculté de médecine et l'école de santé publique
- La faculté des sciences sociales, politiques et administratives
- La faculté des sciences économiques et de gestion
- La faculté des sciences de l'information et la communication
- La faculté des sciences appliquées
- La faculté de psychologie et des sciences de l'éducation

## Liste de recteurs
1. Prof. Alexandrine Kisimba Kya Ngoy (2010-2016)
2. Prof. Adalbert Sango Mukalay (11 mars 2016-décédé en 2018)
3. Prof. Victor Kalunga Tshikala (à partir de 2018)